# Венецианский дож
Дож — титул выборного главы Венецианской республики на протяжении более чем десяти веков, с VIII по XVIII век. Возник в 697 году, когда Венеция входила в границы Византии. Первым дожем стал Пауло Лучио Анафесто.
Предположительно первые дожи выполняли функции наместников византийских императоров. До 1032 года дожи имели практически неограниченную власть в государственных, военных и церковных делах. Со временем обязанности дожа всё больше перекладывались на венецианских чиновников. С 1268 года существовала должность вице-дожа.

## Процедура выборов

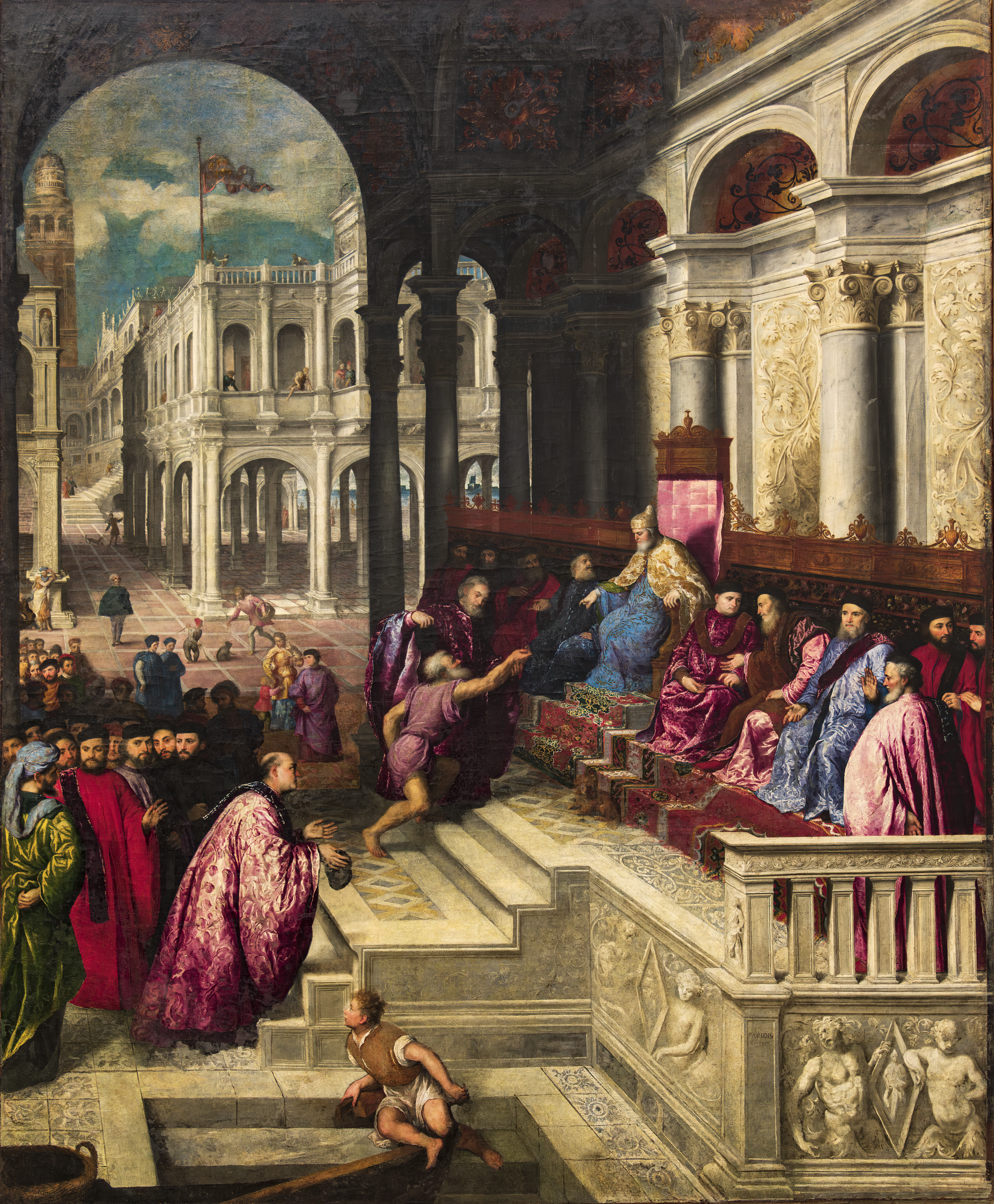
Парис Бордоне. Вручение дожу перстня рыбака. 1534. Галерея Академии (Венеция)

Дожи избирались из самых богатых и влиятельных семей Венеции. После этого власть дожей была ограничена введением нескольких альтернативных институтов власти. После 1172 года глава государства избирается через сложную процедуру. Комитет сорока выбирал дожа из четырёх кандидатов, выбранных из состава Большого совета.
На выборах 1229 года Комитет сорока был увеличен до сорока одного, то есть нечётного количества членов. С 1268 года и до конца существования титула действовала процедура выбора, включающего в себя одиннадцать голосований. Из тридцати членов Большого Совета выбиралось девять. Девять членов совета выбирали сорок человек, а из этих сорока выбиралось двенадцать человек, которые в свою очередь выбирали двадцать пять человек. Эти двадцать пять отсеивались до девяти человек, девять выбирали сорок пять избирателей. После этого сорок пять человек ещё раз уменьшались до группы из одиннадцати. И, наконец, одиннадцать человек выбирали сорок одного избирателя, которые выбирали дожа.

Каналетто. Возвращение Бучинторо к молу у Дворца дожей. Ок. 1730. Государственный музей изобразительных искусств имени А. С. Пушкина, Москва

Подобный метод голосования был призван учесть интересы всех сторон, и не допустить на высшую должность в государстве ставленника какой-либо партии или клана, человека опасного или неспособного удержать в руках бразды правления. Когда дож был выбран, он представал перед народом со словами «Это ваш дож, если это вас устраивает». После этого он принимал присягу, в которой торжественно клялся действовать согласно законам и на благо государства.

## Обязанности дожа
Власть дожа строго ограничивалась различного рода предписаниями. Будучи дожем, он не имел права появляться на публике в одиночку, не мог в одиночку встречаться с иностранными государями или посланниками, не мог один вскрывать официальную корреспонденцию. У дожа не могло быть собственности на территории других государств.
Обычно дожи управляли страной до самой смерти, хотя имелись случаи разжалования с поста. Доходы дожа на его посту были небольшими. После 1501 года была разработана процедура посмертного возмещения ущерба, нанесённого дожем в период правления, например в результате хищений.
Одна из церемониальных обязанностей дожа состояла в осуществлении церемонии обручения дожа с морем. Дож бросал кольцо в Адриатику с государственного корабля — галеры, которая носила название Бучинторо или Букентавр. Традиция появилась после 1000 года, в ознаменование завоевания Далмации 26-м дожем Пьетро Орсеоло II.

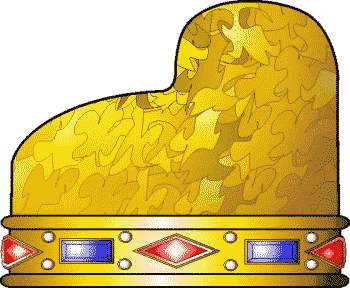
Головной убор дожа

Одеяние дожа состояло из шапки-колпака особой формы, меча, пурпурной или золотой мантии, с воротником из меха горностая и красных башмаков, схожих с башмаками византийских императоров.
Ежегодно на праздник Пасхи дож возглавлял процессию от Сан-Марко до женского монастыря Сан-Заккариа, где настоятельница вручала ему новую шапку (corno ducale), сшитую монахинями. Шапка имела форму рога, была жёсткой, изготавливалась из парчи.

## Упразднение титула
Титул был упразднён Наполеоном в 1797 году. Венеция попала в зависимость от Австрии, многие формы правления присутствовали после этого, но к институту дожей Венеция больше не вернулась.